# Poll (Nörvenich)
Poll is een plaats in de Duitse gemeente Nörvenich, deelstaat Noordrijn-Westfalen, en telt 267 inwoners (31 december 2019).
Het dorpje ligt aan het eind van een binnenweg, 3 kilometer ten zuidoosten van de gemeentehoofdplaats Nörvenich.
De streek, waarin Poll ligt, de Zülpicher Börde, is een vrijwel boomloze, door aardappel- en suikerbietenakkers ingenomen vlakte. Maar de meeste boerderijen in het dorp zijn verbouwd tot, door mensen met een werkkring in Keulen of Düren bewoonde, woonboerderijen. Rondom het dorp zelf liggen echter vele lommerrijke tuinen.

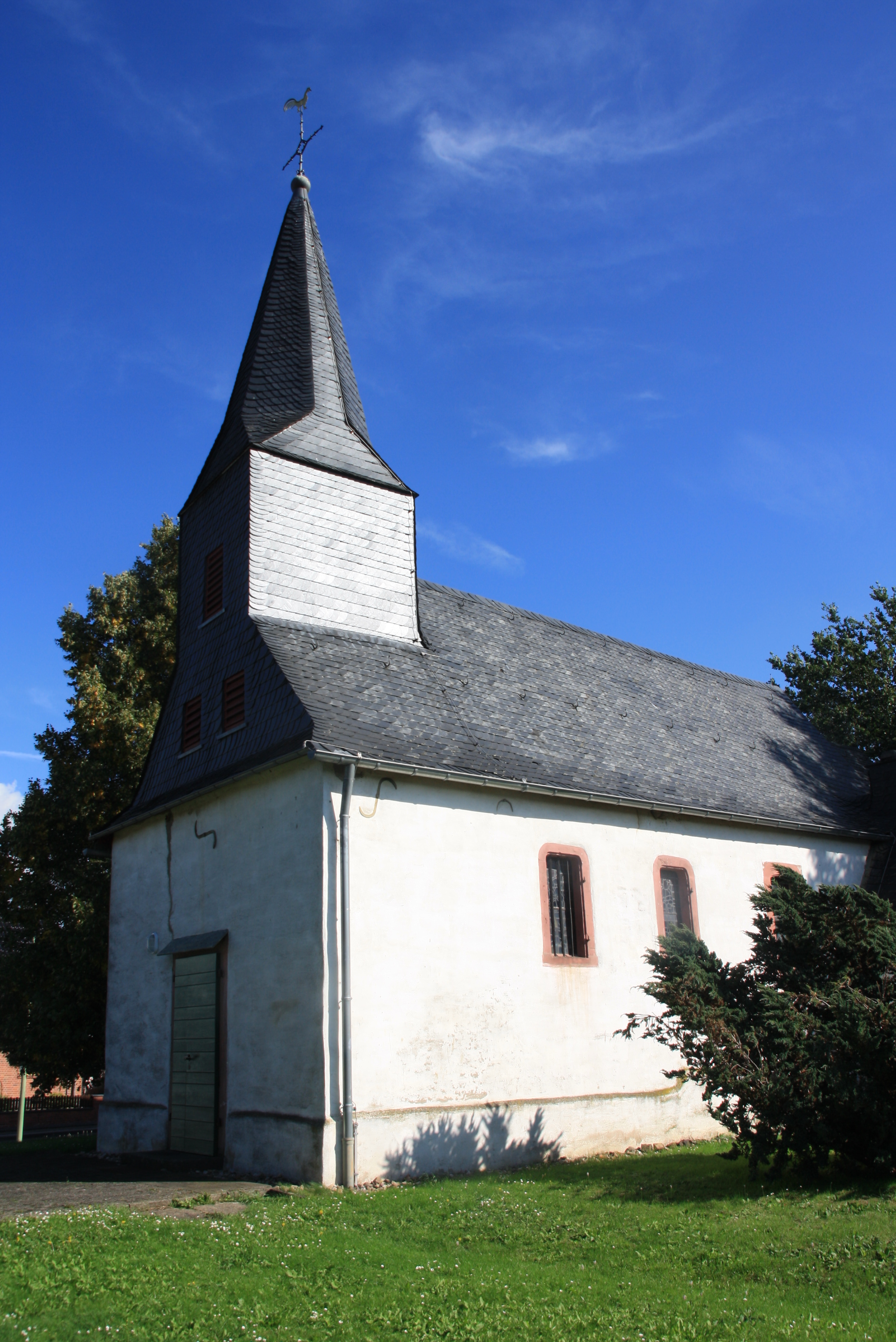
Kapel St. Petrus Banden

De kapel Sint Pieters-Banden in het dorpje werd in 1985 grondig gerestaureerd. Al spoedig moesten de restauratoren archeologen bij hun werk halen, die in de muren en fundamenten van het kapelletje puin van Romeinse gebouwen ontdekten. Hoe oud het gebouwtje precies is, kan mede door deze ontdekking niet met zekerheid worden gezegd.